# Longitarsus tishechkini
Longitarsus tishechkini es una especie de insecto coleóptero de la familia Chrysomelidae. Fue descrita científicamente en 2000 por Konstantinov in Konstantinov & Lopatin.